# Palimbang
Palimbang is een gemeente in de Filipijnse provincie Sultan Kudarat op het eiland Mindanao. Bij de laatste census in 2007 had de gemeente ruim 77 duizend inwoners.

## Geografie

### Bestuurlijke indeling
Palimbang is onderverdeeld in de volgende 40 barangays:
| - Akol - Badiangon - Baliango - Balwan - Bambanen - Baranayan - Barongis - Batang-baglas - Butril - Colobe - Datu Maguiales - Domolol - Kabuling - Kalibuhan | - Kanipaan - Kidayan - Kiponget - Kisek - Kraan - Kulong-kulong - Langali - Libua - Ligao - Lopoken - Lumitan - Maganao - Maguid | - Malatuneng - Malisbong - Medol - Milbuk - Mina - Molon - Namat Masla - Napnapon - Poblacion - San Roque - Tibuhol - Wal - Wasag |

## Demografie
Palimbang had bij de census van 2007 een inwoneraantal van 77.105 mensen. Dit zijn 33.363 mensen (76,3%) meer dan bij de vorige census van 2000. De gemiddelde jaarlijkse groei komt daarmee uit op 8,13%, hetgeen hoger is dan het landelijk jaarlijks gemiddelde over deze periode (2,04%). Vergeleken met de census van 1995 is het aantal mensen met 36.459 (89,7%) toegenomen.

De bevolkingsdichtheid van Palimbang was ten tijde van de laatste census, met 77.105 inwoners op 484,85 km², 83,8 mensen per km².